# Noche de ronda (película de 1997)
 Noche de ronda  es una película de Argentina filmada en colores dirigida por Marcos Carnevale sobre su propio guion escrito con la colaboración de Lily Ann Martin y Brigitte Martini que se estrenó el 13 de noviembre de 1997 y que tuvo como actores principales a Betiana Blum, Hugo Arana, Patricia Sosa y Rubén Stella.

## Sinopsis
El cliente de un bar que se autodefine como un contador de las historias que recopila escuchando subrepticiamente en los cafés se relaciona con la  dueña del lugar.

## Reparto
- Betiana Blum
- Hugo Arana
- Patricia Sosa
- Rubén Stella
- Enrique Tores
- Juan Forcada
- Roberto Carnaghi
- Marcela Ferradás
- Melina González
- Carlos Borrás
- Lorenzo Quinteros
- Roberto Antier
- Lily Ann Martin
- Claudio Garófalo
- Manuel Araya
- Jorge D'Elía
- Pipo Cipolatti
- Carlos Cappiello
- Winona Lemmon
- Alejandro Rodríguez
- Javier Pérez
- Mariana Biquard
- Brigitte Martini
- Tito Haas
- Fausta Fabbri
- Mariano Aja Espil
- Silvia Posse
- Alejandro Awada
- Mimi Sánchez
- Carlos Marcucci

## Comentarios
Martín Pérez en Página 12 opinó:

«Pese al magnetismo que une a los dos protagonistas y se celebra en pantalla…es un filme pequeño, que comienza con gestos de sobriedad pero que termina afectado por su permanente recurrencia a clichés románticos, coqueteos estéticos y frases ampulosas.»

La Maga dijo:

«Auspicioso, remarcable, esperanzador, interesante idea original cambio renovador en el anquilosado panorama local.»

Quintín en El Amante del Cine  escribió:

«Una cadena de sketches de factura televisiva en los que el mal cine argentino parece encontrar su summa definitiva.»

Manrupe y Portela escriben:

«La primera intención de Carnevale guionista es que varios cuentos .»

## Nominaciones
Asociación de Cronistas Cinematográficos de la Argentina
- Marco Carnevale nominado al Premio Cóndor de Plata 1998 al Mejor Guion Adaptado.